# Baix Conflent

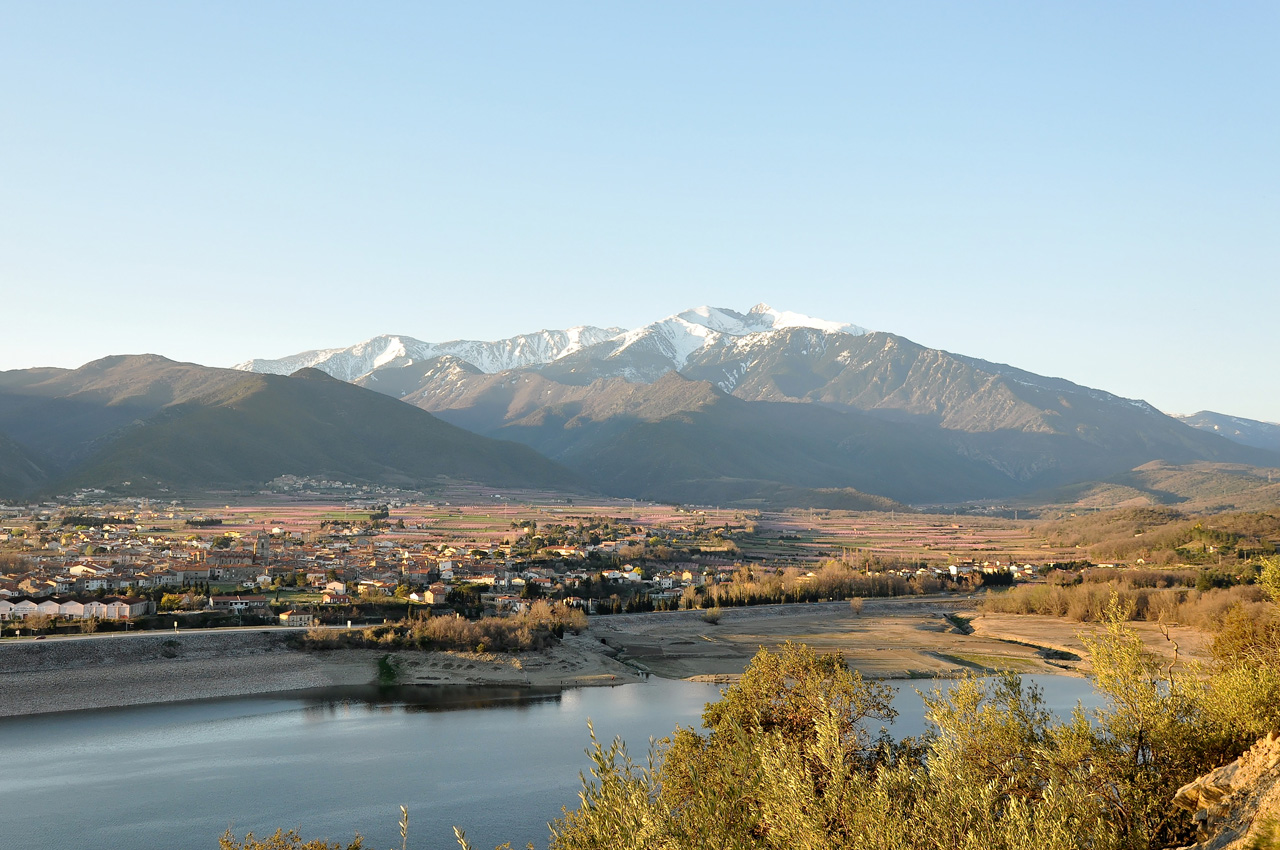
Vinçà, amb el Canigó al fons

El Baix Conflent és una comarca natural inscrita a l'est del Conflent, Catalunya Nord, i es constitueix de les hortes de Prada i Vinçà, les quals conformen la conca de la Tet. Se situa entre el Riberal de la Tet rossellonenc a l'est i el Conflent Mitjà a l'oest. Pel nord, fita amb l'Altiplà de Sornià (serra de Madres), i al sud, amb el massís de Canigó. Segons la Gran Enciclopèdia Catalana, el Baix Conflent inclou els municipis de Taurinyà i Rià i Cirac que així constitueixen la fita occidental. No fa referència a la vall de Noedes o la vall de la Castellana, però sol aparèixer als mapes com a part d'aquesta subcomarca i queden excloses de les definicions de les subcomarques adjacents del Conflent Mitjà i les Garrotxes.
L'aspecte geogràfic més singular del Baix Conflent són les terrasses constituïdes al voltant de Prada i Eus, que inclouen el pla de Dalt, el pla de Baix i el pla d'Eus, i que formen uns esgraons que arriben fins a l'Altiplà de Sornià, al qual pertanyen Arboçols i Montalbà del Castell, el límit nord de la subcomarca.

## Municipis del Baix Conflent
| Municipi           | Habitants |
| ------------------ | --------- |
| Campome            | 106       |
| Catllà de Conflent | 639       |
| Clerà              | 161       |
| Codalet            | 359       |
| Conat              | 45        |
| Espirà de Conflent | 125       |
| Estoer             | 134       |
| Eus                | 375       |
| Fillols            | 141       |
| Finestret          | 135       |
| Glorianes          | 23        |
| Jóc                | 146       |
| Marquixanes        | 397       |
| Masos, els         | 562       |
| Molig              | 207       |
| Mosset             | 293       |
| Noedes             | 62        |
| Orbanyà            | 28        |
| Prada              | 5.800     |
| Rià i Cirac        | 1.126     |
| Rigardà            | 219       |
| Rodès              | 509       |
| Taurinyà           | 307       |
| Vallestàvia        | 58        |
| Vallmanya          | 18        |
| Vinçà              | 1.666     |
|                    |           |